# 黃泉歸來
《黃泉歸來》是日本作家梶尾真治的小說，2003年在台灣翻譯出版。

## 故事
5月12日的夜晚10點過後，在熊本市發出了像火團和UFO一樣的不可思議的發光體的目擊情報，同時當地發生了震度1的地震。翌日的下午，一個電話打入了熊本市的市民諮詢機構「島崎市民中心」。被認為是老太婆的電話的主人一邊躊躇，一邊詢問怎樣辦理復甦的死者戶口的手續。這通電話，不過是之後在熊本市內一個接一個發生的「黃泉歸來」的序章…。

## 電影
2003年1月18日日本全国東寶系公映，票房收入32億日圓。最初只預定上映3週，因博得好評，延長了放映時間。在台灣上映名稱「黃泉路」。

### 故事
熊本縣發生了死者復甦這樣的超常現象。厚生勞動省職員川田，為了探聽現象之謎，回到自己的故鄉也是發生之地。見到青梅竹馬的葵，一起進行調查。此後，在麵條舖，學校，聾啞學校等各種各樣的地方陸續發生了「黃泉復甦」。有愛的人復活感到高興的人也有躊躇的人。並且，川田打算努力讓葵死了的戀人復甦…。

### 演員
- 川田平太 - 草彅剛
- 橘葵 - 竹内結子
- RUI - 柴咲幸
- 齊藤幸子 - 伊東美咲
- 中島優一 - 東新良和（日语：東新良和）
- 中島英也 - 山本圭壹（日语：山本圭壱）
- 梶原 - 寺門義人（日语：寺門ジモン）
- 山田克典 - 市原隼人
- 森下直美 - 長澤雅美
- 玲子 - 石田百合子
- 周平 - 哀川翔（日语：哀川翔）
- 齊藤医師 - 田中邦衛
- 俊介 -  伊勢谷友介
- 神崎 - 清水章吾（日语：清水章吾）
- SAKU - 村井克行（日语：村井克行）
- 齊藤園子 - 忍足亞希子（日语：忍足亜希子）
- 内藤沙希 - 北林谷榮
- 津田春雄 - 高松英郎（日语：高松英郎）
- 津田嘉子 - 加茂さくら

### 主題歌
- 柴咲コウ『月のしずく（日语：月のしずく_(柴咲コウの曲)）』（作詞:Satomi 作曲:松本良喜（日语：松本良喜））